# Sam Bird
Samuel "Sam" Bird, född den 9 januari 1987 i Roehampton i Storbritannien, är en brittisk racerförare som kör för DS Virgin Racing i Formel E och Ferrari i WEC.

## Racingkarriär
Bird inledde sin formelbilskarriär i Formula BMW UK Championship, där han tog en andraplats 2005, efter att ha förlorat mästerskapsledningen till Dean Smith i säsongens sista tävling. Säsongen 2006 tillbringade Bird i brittiska formel Renault, där han slutade trea bakom Sebastian Hohenthal och Patrick Hogan. Han fick därefter kontrakt med Carlin Motorsport för att tävla i det brittiska mästerskapet i formel 3 2007. Han slutade fyra i mästerskapet, och var näst bäste Carlinförare. Säsongen 2008 tillbringade Bird i F3 Euroseries, där han inte lyckades upprepa sina resultat från den brittiska serien. Han blev dock tvåa i två stycken lördagstävlingar på höstsäsongen, vilket gav honom möjligheten att köra för Mücke Motorsport under 2009. Bird kunde inte matcha teamkollegan Christian Vietoris resultat, men kom ändå att vara femma i mästerskapet. Efter det fick Bird möjligheten att köra för ART Grand Prix i Macaus Grand Prix 2009, samt GP2 Asia 2009/2010.